# Ibišek syrský

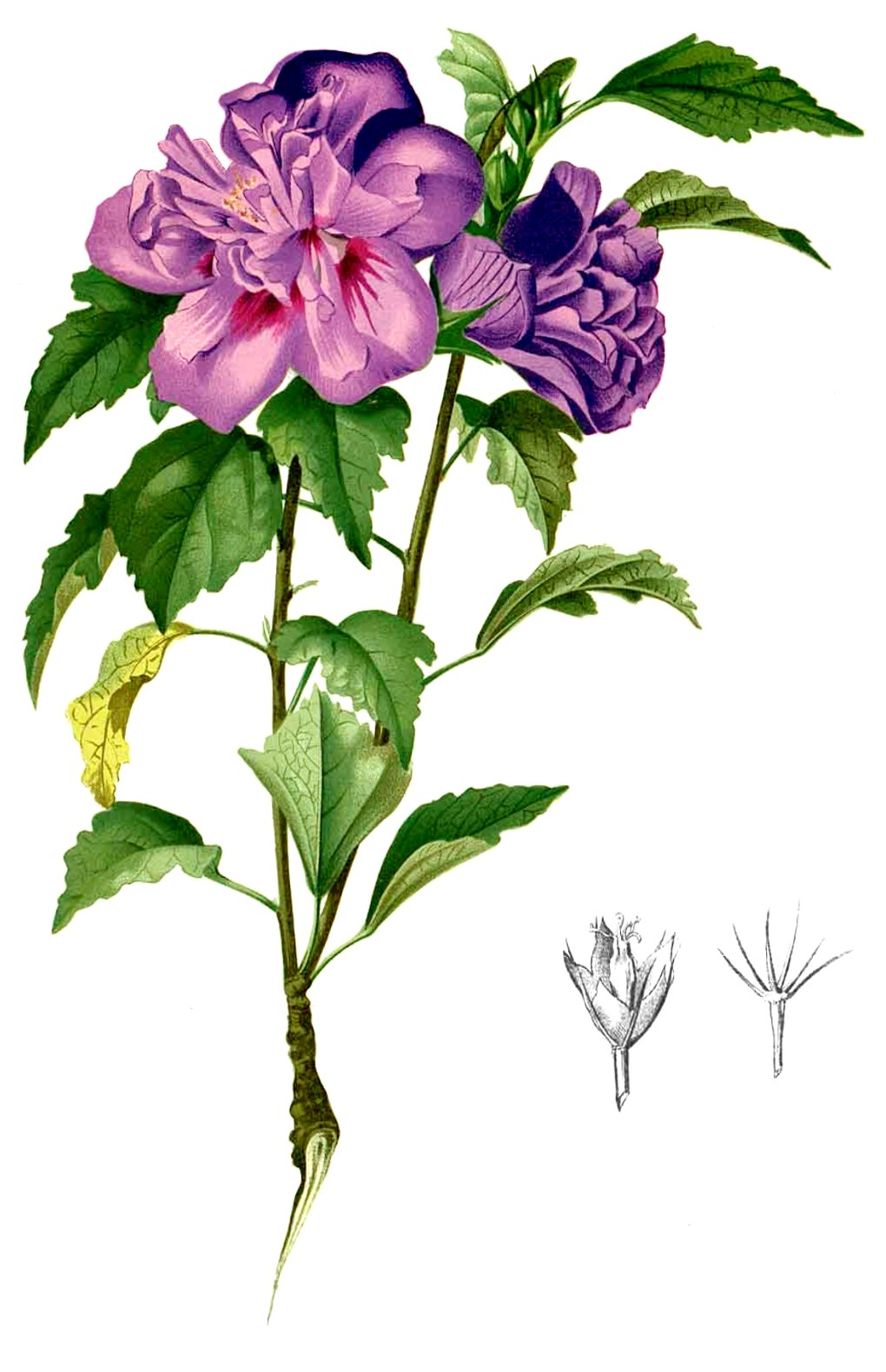
Popisná kresba

Ibišek syrský (Hibiscus syriacus) je druh rostliny z čeledi slézovité (Malvaceae). Je to opadavý keř s nápadnými květy.

## Popis

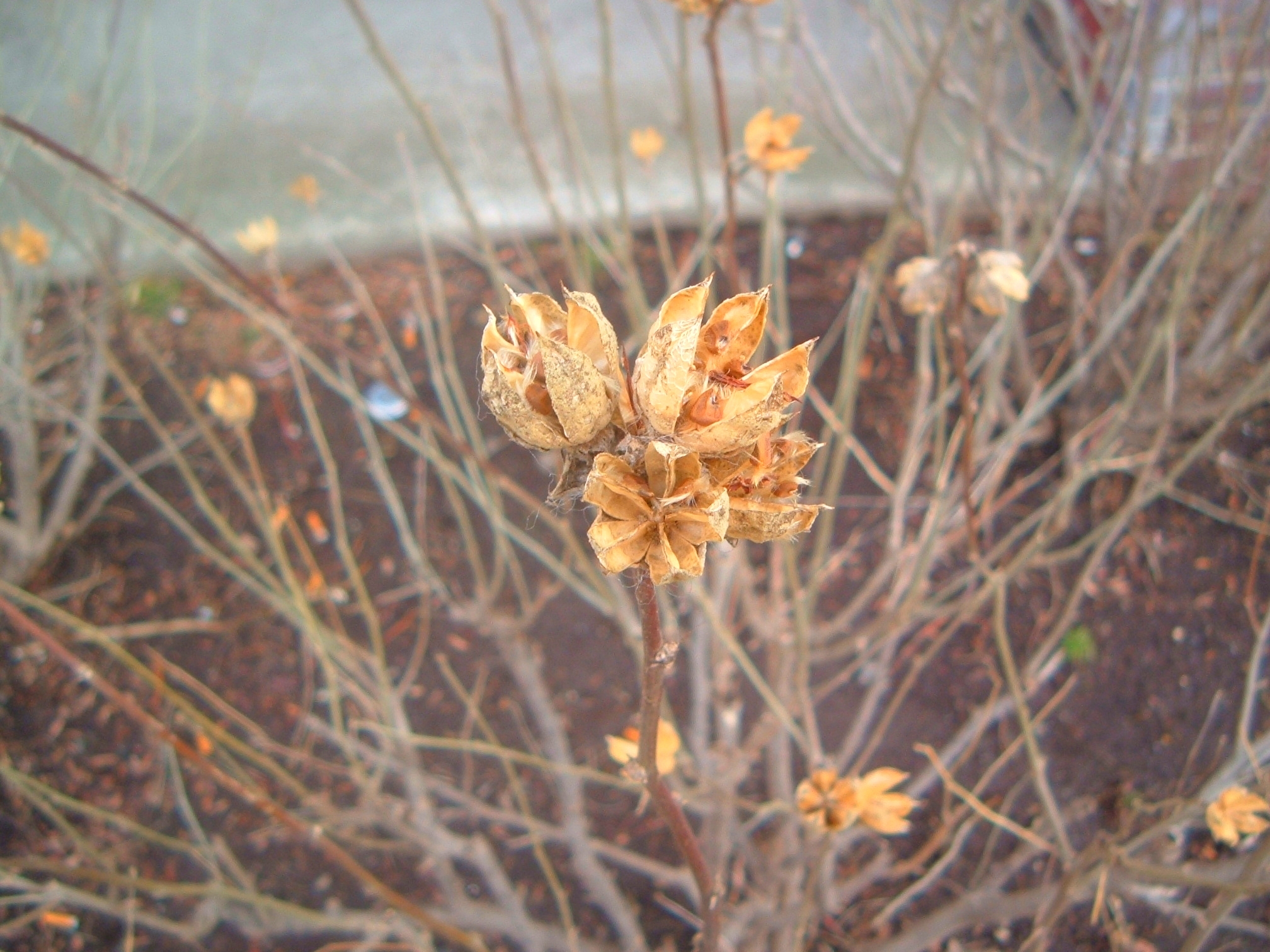
Plody

Ibišek vytváří keře vysoké nezřídka 2m a 4-5m široké. Nádherně bohatě kvete velkými květy (8 cm) od poloviny léta (někdy už od června) do září a někdy až začátku října. Mladé keře rostou zpravidla celkem rychle (některé plnokvěté kultivary ale naopak pomalu) a zpočátku svislé výhony postupně přerůstají v nepravidelný keř, který později získává opakvejčitý tvar.

## Použití
Ibišek je široce oblíbený keř pro své kvetení a bylo vyšlechtěno mnoho odrůd ve škále tvarů a barev květu, ve škále od modré přes růžovou a bílou do fialové, a také mnoho plnokvětých kultivarů. Ibišek můžeme vysazovat jako větší solitéru, nebo jej můžeme kombinovat ve skupinách a také z něj můžeme vytvářet živé ploty.
Ibišky jsou teplomilné a mohou namrzat, proto je raději řežeme až na jaře.

## Pěstování
Je poměrně nenáročný, vyžaduje slunce a propustnou výživnou půdu, ale snese i horší podmínky. Ve stínu ovšem méně kvete.
Rozmnožujeme jej snadno výsevem semen nebo řízkováním, odrůdy množíme roubováním.

## Symbolika
Ibišek syrský je národní květinou Jižní Koreje.

## Kultivary
- 'Diana'
- 'Lady Stanley'
- 'Ardens'
- 'Lucy'
- 'Blushing Bride'